# Artère palatine descendante
L'artère palatine descendante (ou artère palatine supérieure) est une artère systémique paire de la tête. Elle vascularise le palais osseux et le palais mou.

## Origine
L'artère palatine descendante est une branche de la troisième partie de l'artère maxillaire qui nait dans la fosse ptérygo-palatine.

## Trajet
Elle descend à travers le canal grand palatin avec les nerfs grand et petit palatins du ganglion ptérygopalatin.
Elle émerge du foramen grand palatin en se ramifiant en artère grande palatine et en petites artères palatines.

## Zone de vascularisation
Dans la partie profonde de la fosse ptérygo-palatine, un rameau pharyngien peut naître de l'artère pour contribuer à la vascularisation du pharynx supérieur.
Ses branches vascularisent les gencives, les glandes palatines et la membrane muqueuse du palais.
Dans le canal grand palatin, elle émet des artérioles qui descendent dans les canaux petits palatins pour alimenter le palais mou et l'amygdale palatine et s'anastomosant avec l'artère palatine ascendante.

## Galerie

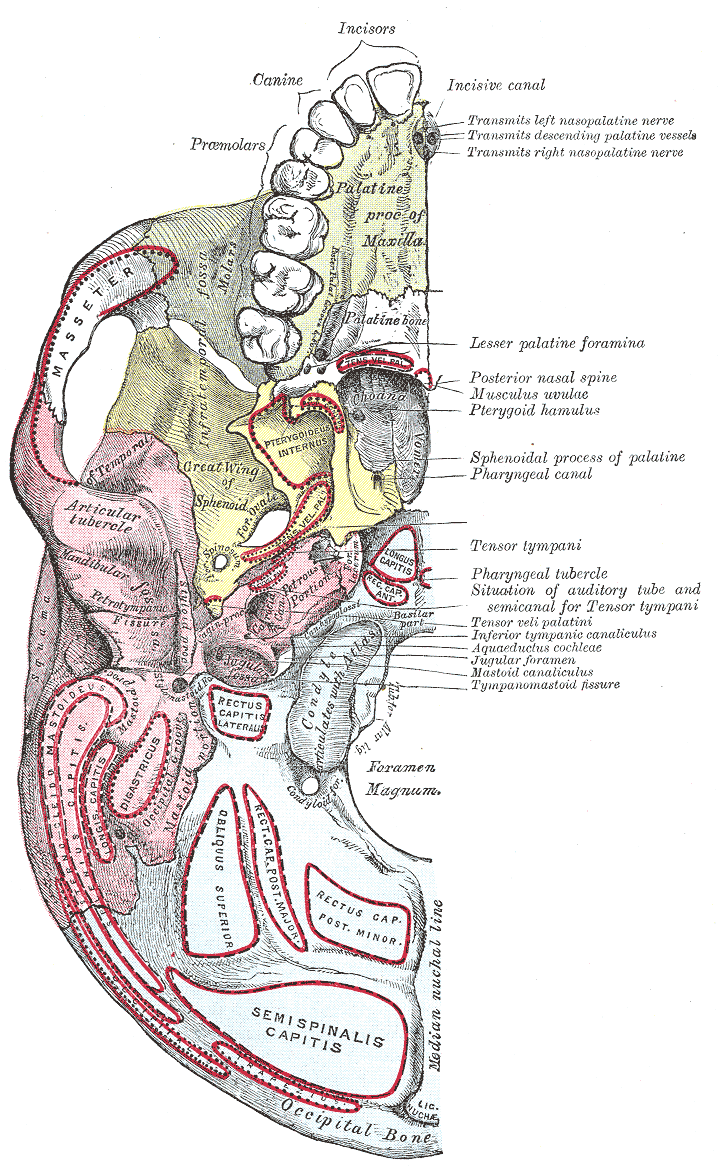
Base du crâne. Surface inférieure.